# MC Ren

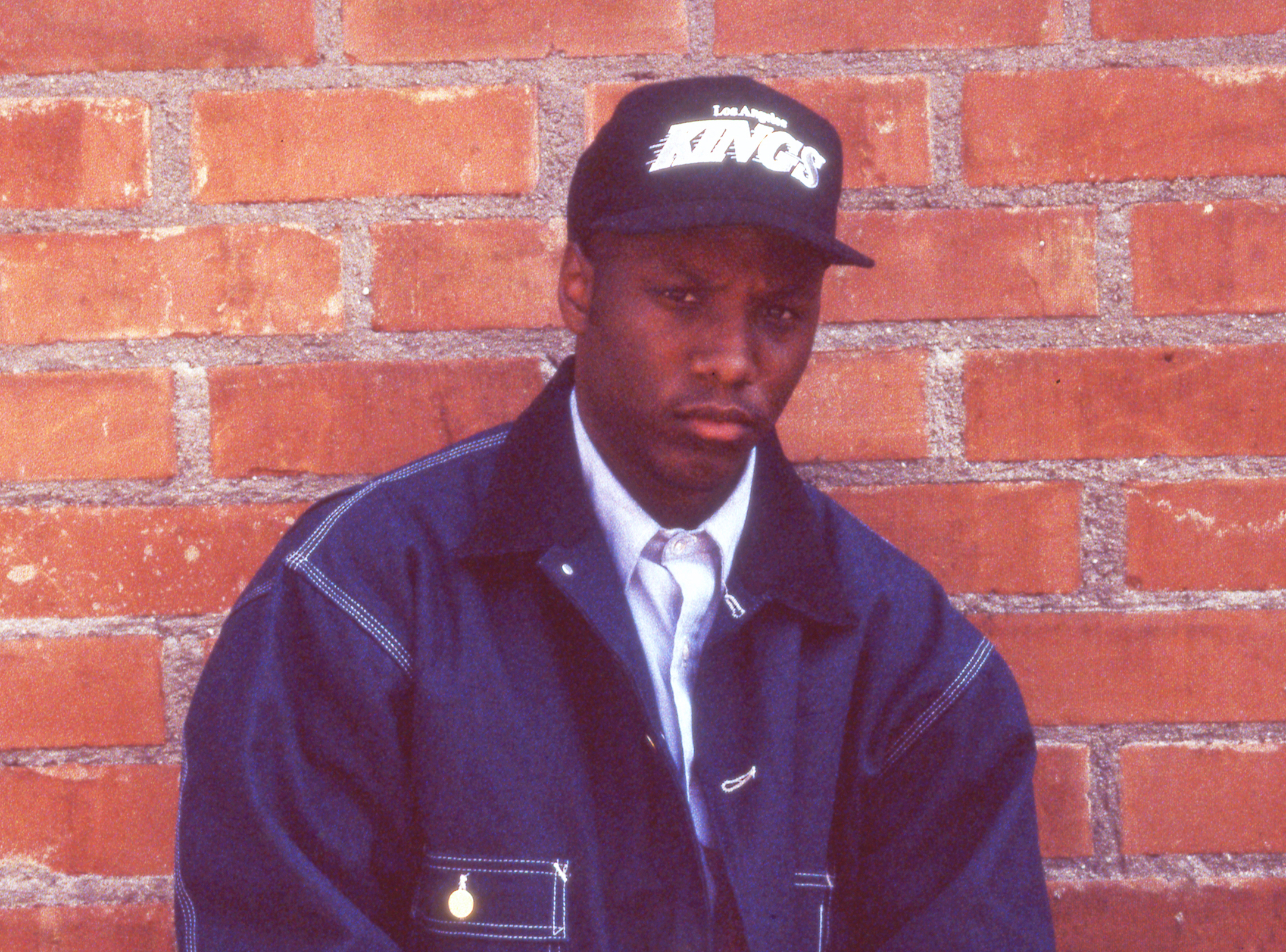
MC Ren, 1990

MC Ren (* 14. Juni 1969 in  Compton, Kalifornien; bürgerlicher Name Lorenzo Patterson) ist ein US-amerikanischer Rapper und Musikproduzent und war in den 90ern Mitglied bei N.W.A (Niggaz Wit Attitudes).

## Biografie
MC Ren kam 1986 zu N.W.A, während er noch die Dominguez High School in Compton (Los Angeles County) besuchte. Er trug daraufhin sehr schnell zu den harten Textpassagen von N.W.A bei, welche erstmals auf dem Album N.W.A and the Posse zu hören waren; außerdem schrieb er etwa die Hälfte der Texte für das Debütalbum Eazy-Duz-It von Eazy-E. Er war neben Eazy-E, Dr. Dre und Ice Cube, einer der vier MCs von N.W.A.
N.W.A trennten sich 1991 und MC Ren brachte seine Solo-Debüt-EP mit dem Titel Kizz My Black Azz 1992 mit Hilfe von Eazy-E heraus. Das Album verkaufte sich trotz geringer Werbung sehr gut und landete in den Top Ten der R&B-Charts. Er machte eine schwere Zeit durch als sein DJ, DJ Train, kurz vor der Veröffentlichung von Villain in Black 1996 starb. Bevor er Ruthless Records verließ, brachte Ren 1998 noch Ruthless for Life heraus.
Mittlerweile ist MC Ren wieder aktiv und arbeitet mit Paris auf dessen Label Guerilla Funk zusammen, wo er bereits auf dem Public Enemy Rebirth of a Nation und auf dem Sampler Hard Truth Soldiers Vol. 1 zu hören war.
Ren ist Mitglied der berüchtigten Kelly Park Compton Crips, einer Gang in Los Angeles.

## Diskografie

### Studioalben
| Jahr | Titel                | Höchstplatzierung, Gesamtwochen, AuszeichnungChartsChartplatzierungen (Jahr, Titel, Platzierungen, Wochen, Auszeichnungen, Anmerkungen) | Anmerkungen                             |
| Jahr | Titel                | US | Anmerkungen                             |
| ---- | -------------------- | --- | --------------------------------------- |
| 1992 | Kizz My Black Azz    | US12 Platin · (13 Wo.)US | Erstveröffentlichung: 30. Juni 1992 EP  |
| 1993 | Shock of the Hour    | US22 (14 Wo.)US | Erstveröffentlichung: 16. November 1993 |
| 1996 | The Villain in Black | US31 (6 Wo.)US | Erstveröffentlichung: 9. April 1996     |
| 1998 | Ruthless for Life    | US100 (3 Wo.)US | Erstveröffentlichung: 30. Juni 1998     |

Weitere Veröffentlichungen
- 2009: Renincarnated
- 2022: Osiris

### Singles
| Jahr | Titel Album                     | Höchstplatzierung, Gesamtwochen, AuszeichnungChartsChartplatzierungen (Jahr, Titel, Album, Platzierungen, Wochen, Auszeichnungen, Anmerkungen) | Anmerkungen                            |
| Jahr | Titel Album                     | US | Anmerkungen                            |
| ---- | ------------------------------- | --- | -------------------------------------- |
| 1993 | Same Ol’ Shit Shock of the Hour | US90 (4 Wo.)US | Erstveröffentlichung: 29. Oktober 1993 |